# Automóvil de turismo
Un automóvil de turismo (también conocido como turismo o simplemente automóvil) es un tipo de automóvil destinado al transporte de personas, con al menos cuatro ruedas y un máximo de nueve plazas, incluyendo también al chofer.
Otros términos para referirse a un automóvil de turismo son: ≪coche≫, ≪carro≫ o ≪auto≫ en gran parte de Hispanoamérica.

## Carrocerías

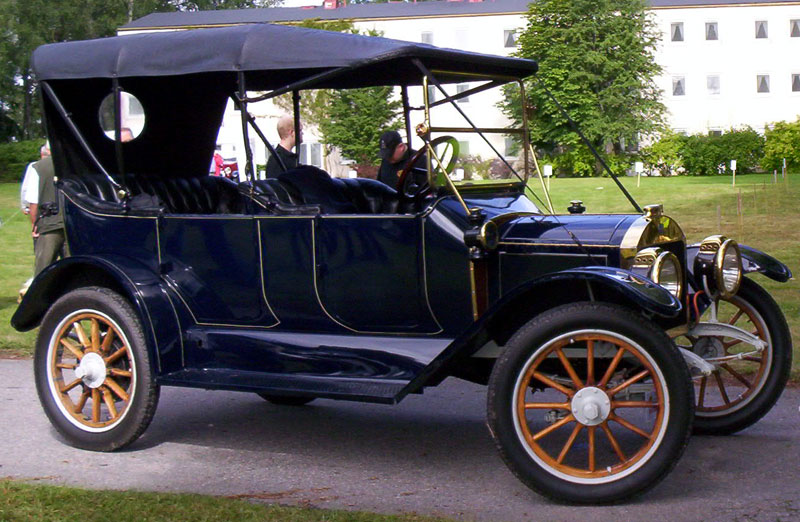
Maxwell 24-4 Touring (turismo) de 1913.

La carrocería es la parte esencial de cualquier automóvil. Puede ser de numerosos colores y de diversos tipos de materiales. Es la parte donde reposa la carga, como el esqueleto del vehículo. Un automóvil de turismo puede tener una, dos o tres filas de asientos y una cajuela para transportar objetos, principalmente equipaje. Existen varias clasificaciones según su tipo de carrocería, como: hatchback, liftback, sedán o familiar, así como los automóviles deportivos con carrocerías de tipo cupé o descapotable.

## Diferencias con otros automóviles
El término "automóvil de turismo" contrasta con el de vehículo mixto en que este último se refiere a los vehículos destinados al transporte de personas o mercancías, de forma simultánea o no. Dentro de este grupo se engloban vehículos como camioneta, furgoneta, pickup o monovolumen.
Asimismo, un autocar, aunque también está destinado al transporte de personas, dispone de gran capacidad de plazas. El término autobús puede utilizarse para referirse a un autocar o para denominar a un automóvil de servicio público que realiza un itinerario regularmente.

## En competición

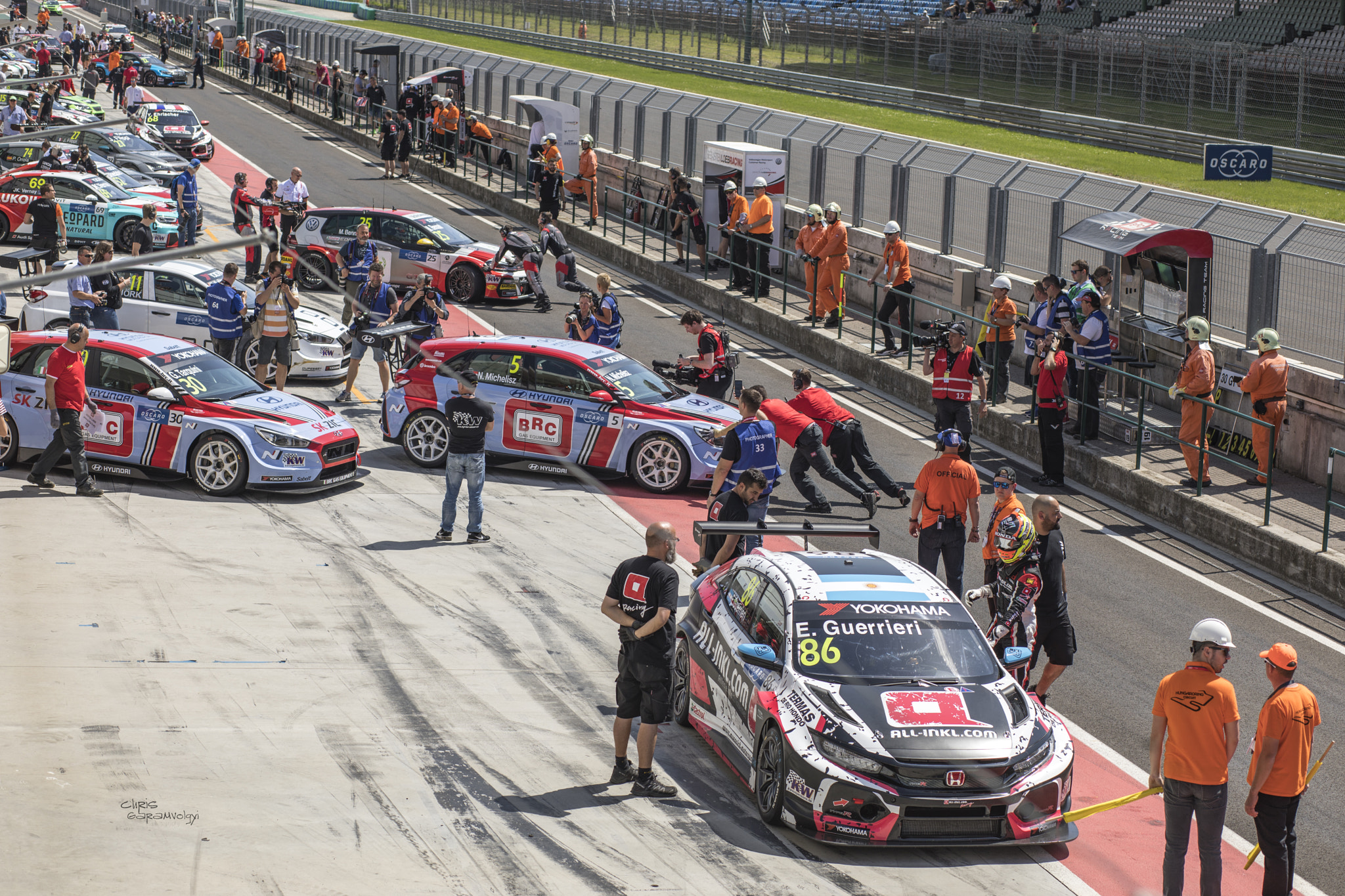
Coches en el Hungaroring durante la Copa Mundial de Turismos de 2018.

Los automóviles de turismo presentan modificaciones respecto a los de producción para ser utilizados en competiciones de automovilismo. Se utilizan habitualmente en disciplinas como rally y rallycross. Sin embargo, al hablar de carreras de turismos se refiere típicamente a un competición de velocidad.
El Deutsche Tourenwagen Masters y la Copa Mundial de Turismos son dos de los campeonatos de turismos más populares a nivel mundial; en Argentina son el Turismo Carretera, el Turismo Competición 2000 y el Turismo Nacional; en Brasil el Stock Car Brasil; y en Australia el Supercars Championship.
En algunos campeonatos de turismos no se utilizan modelos de producción, sino siluetas, es decir sport prototipos con la carrocería de un turismo. Es el caso del DTM, Turismo Carretera (TC), Top Race, Stock Car Brasil y Supercars Championship.[cita requerida]